# Jimmy LaFave
Jimmy LaFave (Wills Point, 12 juli 1955 – Austin, 21 mei 2017) was een Amerikaanse liedjesschrijver en muzikant.

## Levensloop
LaFave werd geboren in Wills Point, 48 kilometer ten oosten van Dallas. Zijn familie verhuisde tijdens zijn middelbareschooltijd naar Stillwater (Oklahoma). LaFave was van jongs af aan geïnteresseerd in muziek en speelde in zijn jeugd als drummer in een aantal garagerockbands. In zijn tienerjaren kreeg hij een gitaar van zijn moeder, en nadien begon LaFave zijn eigen liedjes te schrijven. Op zijn vijftiende vormde hij de eerste versie van zijn band, The Night Tribe.
Wills Point beschikte als universiteitsstad over een bruisend muziekleven, en ook in het nabijgelegen Tulsa, waar onder meer folkzanger Woody Guthrie, jazztrompettist Chet Baker en liedjesschrijver J.J. Cale hun oorsprong hadden, vond LaFave mogelijkheden zich te ontplooien als singer-songwriter. In 1979 kwam zijn eerste onafhankelijk opgenomen album uit, Down Under, gevolgd door Broken Line in 1981 en Highway Angels...Full Moon (1988). LaFave's muziek valt te omschrijven als sterk door country beïnvloede americana, gemengd met folk, blues en rock. Midden jaren 80 verhuisde LaFave naar Austin, Texas omdat hij zich naar eigen zeggen thuis voelde in de muziekwereld van deze stad. Aldaar probeerde LaFave een groter publiek en platencontract te vinden.
De acht jaar daarna trad LaFave regelmatig op als solomuzikant in de Chicago House, een koffiehuis in Austin. Tevens was hij in deze periode actief met zijn band in andere clubs rond Austin. In 1992 wist hij een platencontract te krijgen en bracht hij de cd Austin Skyline uit onder het platenlabel Bohemia Beat Records. De titel is een verwijzing naar zijn nieuwe woonplaats en naar Nashville Skyline, zijn favoriete album van Bob Dylan. LaFave zou nog vijf andere albums bij het label uitbrengen: Highway Trance (1994), Buffalo Return to the Plains (1995,Lone Star Records) Road Novel (1997), Trail (1999), en Texoma (2001). Daarna bracht hij twee albums uit bij de platenmaatschappij Red House Records, Blue Nightfall (2005) en Cimarron Manifesto uit 2007. 
Met enige vertraging werd op 20 juli 2010 in de Verenigde Staten de verzamelaar "Favorites 1992-2001" uitgebracht. Deze cd zou oorspronkelijk onder de naam "The Bohemia Beat Collection" worden uitgebracht. De cd werd uitgebracht op het label "Music Road Records", waarvan LaFave mede-eigenaar is.
Halverwege de Jaren 90 kwam Lafave al veelvuldig in Nederland dankzij platenlabel Lone Star Records onder leiding van huisarts Sjef Willemen.  
Tijdens het voetbalpraatprogramma Voetbal International trad hij in april 2011 op en dankzij vriend Johan Derksen brak hij definitief door in Nederland.
In september 2012 kwam de cd Depending on the distance, met een cover van het nummer Missing you van John Waite.
Eind april 2017 werd bekend dat LaFave aan een ongeneeslijke vorm van kanker leed, iets dat hij zelf al vanaf 2016 wist. Op 19 mei 2017 gaf hij in een rolstoel en met een zuurstoftank naast zich een laatste afscheidsoptreden in het Paramount Theater in zijn woonplaats Austin. Hij overleed twee dagen later.

## Discografie
- Down Under (1979)
- Broken Line (1981)
- Highway Angels...Full Moon (1988)
- Austin Skyline (1992)
- Highway Trance (1994)
- Buffalo Return to the Plains (1995)
- Road Novel (1997)
- Trail (1999)
- Texoma (2001)
- Blue Nightfall (2005)
- Cimarron Manifesto (2007)
- Ribbon of Highway Endless Skyway: The Woody Guthrie Tribute Tour (2008)
- Favorites 1992-2001 (2010)
- Depending on the distance (2012)
- Trail two (2013)
- Trail three (2013)
- The night tribe (2015)
- Trail four (2015)
- Trail five (2016)
- Highway Angels...Full Moon Rain (2020)